# WISE 0647-6232
WISE 0647-6232 är en ensam stjärna belägen i den södra delen av stjärnbilden Målaren. Den har en skenbar magnitud av ca 23 (J) och kräver ett teleskop med kamera för att kunna observeras. Baserat på parallaxmätning på ca 100,3 mas, beräknas den befinna sig på ett avstånd på ca 32,5 ljusår (10 parsek) från solen.

## Observation
WISE 0647−6232 upptäcktes av Kirkpatrick et al. från data, insamlad av Wide-field Infrared Survey Explorer (WISE)-satelliten – NASA:s 16-tums rymdteleskop på infraröd våglängd, under tiden från december 2009 till februari 2011. Upptäckten tillkännagavs 2013.
WISE 0647−6232 avbildades första gången av WISE den 9 maj 2010. Den 17 juni 2010 bedömdes den, efter preliminär databehandling, som kandidat till en mycket kall brun dvärg.
WISE 0647−6232 fastställdes 2013 som den 17:e dvärgen av spektraltyp Y som upptäckts och bekräftats spektroskopiskt (dessutom är WD 0806-661 B också nästan säkert en dvärg av Y-typ, som hittades före upptäckten av WISE 0647−6232, men den saknar fortfarande (2022) en spektroskopisk bekräftelse).

## Egenskaper
WISE 0647−6232 har effektiv temperatur 350–400 K och massa ~ 5–30 jupitermassor, men dess kinematik antyder att den kan tillhöra Columba-rörelsegruppen (sannolikheten för detta är 92,9 procent, och motsvarande radiella hastighet bör vara ~22 km/s). Om det är så kan den vara mycket ung (ca 30 miljoner år) och ha ännu lägre massa (<2 jupitermassor). Dess blå J − H-färg kan antyda att dess yttyngdkraft kan vara relativt låg (log(g)=3,0–3,5, där g är i enheter av cm/s2). För åldrar från 0,1 till mer än 10 miljarder år är log(g)=4,0–5,0.
Den enda bekräftade Y-dvärgen rödare än WISE 0647−6232 är WISE 1828+2650. WD 0806-661B kan också vara rödare än WISE 0647−6232.
De övriga tre senaste Y-dvärgarna är: WISE 0350−5658 (Y1), WISE 0535−7500 (≥Y1) och WISE 1828+2650 (≥Y2).